# Aztec Club del 1847

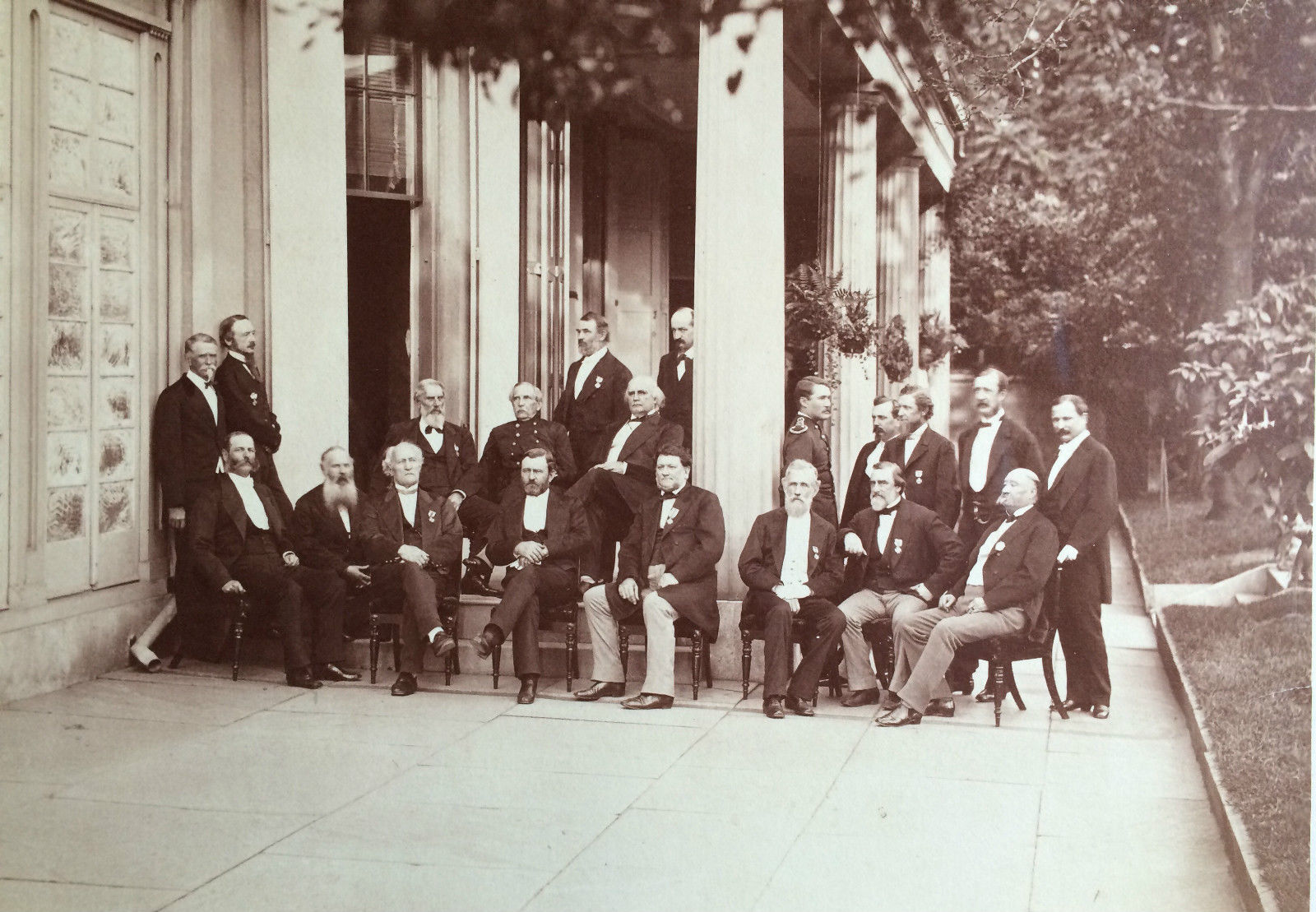
Riunione dell'Aztec Club del 16 settembre 1873. Si riconosce, al centro, il presidente degli Stati Uniti Ulysses Grant.

L'Aztec Club del 1847 (in inglese Aztec Club of 1847) è un'associazione statunitense.
Fondata in origine da un gruppo di ufficiali veterani della guerra messico-statunitense, col tempo l'ingresso si è allargato anche ai loro discendenti di sesso maschile. Dopo la Società dei Cincinnati è l'associazione statunitense più antica ancora esistente.

## Storia

### Fondazione
Dopo il crollo del Messico e la vittoria nella guerra messico-statunitense, gli americani occuparono il paese e la sua capitale, Città del Messico. Il 13 ottobre 1847, poco dopo l'inizio dell'occupazione, un gruppo dei militari di stanza decise di fondare un club per potersi intrattenere. I fondatori originali furono John A. Quitman, Robert C. Buchanan, Henry Coppée, John B. Grayson, John B. Magruder, Charles F. Smith, Charles P. Stone e Franklin Pierce (futuro presidente degli Stati Uniti), ma presto molti altri entrarono nel club.
Venne scelta come sede dell'associazione la casa dell'ex-ambasciatore messicano a Washington, e nella prima riunione Quitman, ex-governatore del Mississippi, ne divenne il primo presidente. La tassa d'ingresso nel club era di 20 dollari, ma si poteva entrarne a far parte anche come membri onorari dietro nomina del presidente (come accadde ad esempio a Winfield Scott).
Dopo il ritiro degli statunitensi dal Messico nel 1848 il club, pur non venendo sciolto, smise virtualmente di esistere. Solo dopo la guerra di secessione americana, in cui molti membri del club erano stati avversari, per ricostituire il vecchio spirito di fratellanza i membri superstiti decisero di ridargli vita nel 1867. A partire dal 1871 si cominciò ad ammettere come membri del club anche non-ufficiali, mentre dal 1887 qualsiasi parente maschio in vita di un partecipante alla guerra deceduto può fare richiesta di ammissione.
Due presidenti degli Stati Uniti furono membri dell'Aztec Club, ovvero Franklin Pierce e Ulysses Grant. Anche Zachary Taylor viene talvolta incluso tra i membri del club, ma di lui non è fatta menzione negli statuti originari.

## Membri celebri
Di seguito alcuni dei membri più celebri dell'Aztec Club:
- Pierre Gustave Toutant de Beauregard, generale confederato
- Ulysses Grant, presidente degli Stati Uniti
- Winfield S. Hancock, generale (presidente del club 1881-1885)
- Joseph E. Johnston, generare confederato (presidente del club 1889-1890)
- Robert E. Lee, generale confederato
- James Longstreet, generale confederato
- George B. McClellan, generale
- Franklin Pierce, presidente degli Stati Uniti
- Winfield Scott, generale (membro onorario)
- William T. Sherman, generale
- David E. Twiggs, generale